# Liste des planètes mineures non numérotées découvertes en mai 2006
Pour un article plus général, voir Liste des planètes mineures non numérotées découvertes en 2006.
Pour un article plus général, voir Liste des planètes mineures.
Cet article dresse la liste des planètes mineures (astéroïdes, centaures, objets transneptuniens et assimilés) non numérotées découvertes en mai 2006 dans l'ordre de leur découverte.
Au 15 janvier 2025, 661 077 des 1 434 993 planètes mineures répertoriées par le Centre des planètes mineures ne sont pas encore numérotées, soit 46,07 %.

## Rappel concernant la désignation provisoire
La désignation provisoire indique l'ordre de découverte de ces objets. En effet, cette désignation est composée de l'année de découverte (par exemple 2006) suivie de la quinzaine (demi-mois) de découverte (p.e. A = 1-15 janvier) puis de l'ordre de découverte dans cette quinzaine. Cet ordre est indiqué par une lettre et éventuellement un chiffre comme suit : A pour la première découverte, B pour la deuxième, ..., Z pour la 25e (le I n'est pas utilisé pour éviter la confusion avec 1), A1 pour la 26e, B1 pour la 27e, etc. , Z1 pour la 50e, A2 pour la 51e, B2 pour la 52e, etc. L'ordre de la numérotation ne suit donc pas l'ordre alphanumérique. 2006 AA1 suit ainsi 2006 AZ et précède 2006 AB1.

## Liste

### Du1erau 15 mai 2006
- 2006 JE
- 2006 JO
- 2006 JP
- 2006 JM1
- 2006 JR2
- 2006 JF3
- 2006 JO3
- 2006 JL4
- 2006 JB5
- 2006 JU5
- 2006 JM6
- 2006 JN6
- 2006 JC7
- 2006 JL7
- 2006 JY7
- 2006 JA8
- 2006 JW8
- 2006 JH9
- 2006 JZ10
- 2006 JC14
- 2006 JN14
- 2006 JW14
- 2006 JP15
- 2006 JX15
- 2006 JB18
- 2006 JJ18
- 2006 JS18
- 2006 JB20
- 2006 JF21
- 2006 JN21
- 2006 JR21
- 2006 JG22
- 2006 JS22
- 2006 JT23
- 2006 JN24
- 2006 JP24
- 2006 JW25
- 2006 JZ25
- 2006 JE26
- 2006 JV26
- 2006 JY26
- 2006 JB32
- 2006 JD32
- 2006 JZ32
- 2006 JK33
- 2006 JS33
- 2006 JT33
- 2006 JG35
- 2006 JU35
- 2006 JN36
- 2006 JP36
- 2006 JT36
- 2006 JU37
- 2006 JO38
- 2006 JO39
- 2006 JA40
- 2006 JE41
- 2006 JT41
- 2006 JU41
- 2006 JV41
- 2006 JE42
- 2006 JC43
- 2006 JG43
- 2006 JK43
- 2006 JV49
- 2006 JB51
- 2006 JJ53
- 2006 JK53
- 2006 JS55
- 2006 JG57
- 2006 JU58
- 2006 JV58
- 2006 JA59
- 2006 JJ59
- 2006 JR59
- 2006 JS59
- 2006 JB60
- 2006 JE60
- 2006 JG60
- 2006 JH60
- 2006 JK60
- 2006 JL60
- 2006 JS60
- 2006 JU60
- 2006 JV60
- 2006 JG61
- 2006 JM61
- 2006 JO61
- 2006 JT61
- 2006 JY61
- 2006 JO63
- 2006 JZ63
- 2006 JY64
- 2006 JQ65
- 2006 JT65
- 2006 JH66
- 2006 JK66
- 2006 JM66
- 2006 JO66
- 2006 JP66
- 2006 JB67
- 2006 JD67
- 2006 JG67
- 2006 JK67
- 2006 JN67
- 2006 JV67
- 2006 JW67
- 2006 JC68
- 2006 JO68
- 2006 JD69
- 2006 JL69
- 2006 JN69
- 2006 JT69
- 2006 JX69
- 2006 JY69
- 2006 JZ69
- 2006 JB70
- 2006 JF70
- 2006 JH70
- 2006 JT70
- 2006 JO71
- 2006 JU71
- 2006 JY71
- 2006 JJ72
- 2006 JP72
- 2006 JT72
- 2006 JE73
- 2006 JH73
- 2006 JM73
- 2006 JP73
- 2006 JW73
- 2006 JB74
- 2006 JJ74
- 2006 JL74
- 2006 JM74
- 2006 JS74
- 2006 JY74
- 2006 JG75
- 2006 JN75
- 2006 JP75
- 2006 JT75
- 2006 JY75
- 2006 JA76
- 2006 JB76
- 2006 JF76
- 2006 JH76
- 2006 JN76
- 2006 JQ76
- 2006 JG77
- 2006 JO77
- 2006 JP77
- 2006 JM78
- 2006 JP78
- 2006 JA79
- 2006 JJ79
- 2006 JK79
- 2006 JT80
- 2006 JE81
- 2006 JP81
- 2006 JV81
- 2006 JW81
- 2006 JC82
- 2006 JM82
- 2006 JQ82
- 2006 JL83
- 2006 JV83
- 2006 JW83
- 2006 JY83
- 2006 JB84
- 2006 JD84
- 2006 JM84
- 2006 JN84
- 2006 JQ84
- 2006 JS84
- 2006 JT84
- 2006 JY84
- 2006 JK85
- 2006 JG86
- 2006 JO86
- 2006 JP86
- 2006 JQ86
- 2006 JR86
- 2006 JT86
- 2006 JU86
- 2006 JW86
- 2006 JX86
- 2006 JH87
- 2006 JJ87
- 2006 JK87
- 2006 JM87
- 2006 JP87
- 2006 JW87
- 2006 JY87
- 2006 JE88
- 2006 JG88
- 2006 JH88
- 2006 JK88
- 2006 JO88
- 2006 JP88
- 2006 JR88
- 2006 JV88
- 2006 JX88
- 2006 JB89
- 2006 JC89
- 2006 JE89
- 2006 JF89
- 2006 JP89
- 2006 JQ89
- 2006 JR89
- 2006 JS89
- 2006 JU89
- 2006 JX89
- 2006 JA90
- 2006 JB90
- 2006 JD90
- 2006 JE90
- 2006 JG90
- 2006 JJ90
- 2006 JK90
- 2006 JM90
- 2006 JO90
- 2006 JP90
- 2006 JQ90
- 2006 JR90
- 2006 JT90
- 2006 JU90
- 2006 JW90
- 2006 JX90
- 2006 JY90
- 2006 JZ90
- 2006 JA91
- 2006 JB91
- 2006 JD91

### Du 16 au 31 mai 2006
- 2006 KA
- 2006 KC
- 2006 KE
- 2006 KB1
- 2006 KF1
- 2006 KJ1
- 2006 KP1
- 2006 KQ1
- 2006 KS1
- 2006 KY4
- 2006 KA5
- 2006 KK5
- 2006 KQ5
- 2006 KF6
- 2006 KB7
- 2006 KC7
- 2006 KD7
- 2006 KM7
- 2006 KT7
- 2006 KX7
- 2006 KK8
- 2006 KT8
- 2006 KV8
- 2006 KR10
- 2006 KU10
- 2006 KS16
- 2006 KV16
- 2006 KE17
- 2006 KP19
- 2006 KU19
- 2006 KE21
- 2006 KK21
- 2006 KP21
- 2006 KT21
- 2006 KE23
- 2006 KF24
- 2006 KJ24
- 2006 KD25
- 2006 KJ25
- 2006 KM25
- 2006 KR25
- 2006 KV25
- 2006 KA26
- 2006 KK26
- 2006 KO26
- 2006 KD28
- 2006 KG28
- 2006 KL28
- 2006 KO28
- 2006 KV28
- 2006 KP29
- 2006 KW29
- 2006 KL30
- 2006 KV30
- 2006 KY30
- 2006 KF33
- 2006 KJ33
- 2006 KO33
- 2006 KN34
- 2006 KV34
- 2006 KF35
- 2006 KC36
- 2006 KM36
- 2006 KN36
- 2006 KS36
- 2006 KU36
- 2006 KV36
- 2006 KS38
- 2006 KY38
- 2006 KY39
- 2006 KA40
- 2006 KC40
- 2006 KD40
- 2006 KY41
- 2006 KH43
- 2006 KN43
- 2006 KP43
- 2006 KG44
- 2006 KS44
- 2006 KV44
- 2006 KX44
- 2006 KP47
- 2006 KQ47
- 2006 KB48
- 2006 KM48
- 2006 KN48
- 2006 KW48
- 2006 KJ49
- 2006 KM49
- 2006 KN49
- 2006 KP51
- 2006 KU51
- 2006 KZ51
- 2006 KC52
- 2006 KJ52
- 2006 KN53
- 2006 KQ53
- 2006 KU54
- 2006 KV54
- 2006 KQ55
- 2006 KU55
- 2006 KQ56
- 2006 KW56
- 2006 KZ56
- 2006 KA57
- 2006 KR57
- 2006 KG58
- 2006 KQ59
- 2006 KT59
- 2006 KU59
- 2006 KM60
- 2006 KC61
- 2006 KN61
- 2006 KT61
- 2006 KL63
- 2006 KQ63
- 2006 KY63
- 2006 KS65
- 2006 KV65
- 2006 KS66
- 2006 KY67
- 2006 KC68
- 2006 KV68
- 2006 KY68
- 2006 KE69
- 2006 KH69
- 2006 KJ69
- 2006 KV69
- 2006 KO70
- 2006 KB71
- 2006 KH71
- 2006 KJ71
- 2006 KS71
- 2006 KF72
- 2006 KN72
- 2006 KC73
- 2006 KR73
- 2006 KW74
- 2006 KX74
- 2006 KF76
- 2006 KN76
- 2006 KO76
- 2006 KW76
- 2006 KA77
- 2006 KB77
- 2006 KE77
- 2006 KF77
- 2006 KM77
- 2006 KU77
- 2006 KC78
- 2006 KU78
- 2006 KV78
- 2006 KA79
- 2006 KT79
- 2006 KC80
- 2006 KQ80
- 2006 KU80
- 2006 KF81
- 2006 KU81
- 2006 KM82
- 2006 KY82
- 2006 KD84
- 2006 KK84
- 2006 KO84
- 2006 KS84
- 2006 KC85
- 2006 KH87
- 2006 KF88
- 2006 KK88
- 2006 KJ89
- 2006 KK89
- 2006 KL89
- 2006 KM89
- 2006 KN89
- 2006 KL90
- 2006 KN90
- 2006 KQ90
- 2006 KS90
- 2006 KC91
- 2006 KQ92
- 2006 KD93
- 2006 KP93
- 2006 KZ93
- 2006 KN94
- 2006 KT94
- 2006 KX94
- 2006 KG95
- 2006 KS95
- 2006 KU95
- 2006 KW95
- 2006 KD96
- 2006 KX96
- 2006 KO97
- 2006 KX97
- 2006 KC98
- 2006 KQ98
- 2006 KE99
- 2006 KF100
- 2006 KQ100
- 2006 KU100
- 2006 KG102
- 2006 KZ102
- 2006 KK103
- 2006 KL103
- 2006 KV103
- 2006 KZ103
- 2006 KM104
- 2006 KW104
- 2006 KD105
- 2006 KV105
- 2006 KP107
- 2006 KA109
- 2006 KC109
- 2006 KW111
- 2006 KA112
- 2006 KS112
- 2006 KU112
- 2006 KY112
- 2006 KY114
- 2006 KH115
- 2006 KV115
- 2006 KF116
- 2006 KM116
- 2006 KL119
- 2006 KQ119
- 2006 KJ120
- 2006 KO120
- 2006 KF124
- 2006 KO125
- 2006 KQ125
- 2006 KY125
- 2006 KD126
- 2006 KE126
- 2006 KS127
- 2006 KW127
- 2006 KM128
- 2006 KR128
- 2006 KU128
- 2006 KB129
- 2006 KP129
- 2006 KF130
- 2006 KH130
- 2006 KT130
- 2006 KZ130
- 2006 KB131
- 2006 KF131
- 2006 KG131
- 2006 KJ131
- 2006 KY131
- 2006 KK132
- 2006 KP132
- 2006 KU132
- 2006 KV132
- 2006 KW132
- 2006 KX132
- 2006 KG133
- 2006 KK133
- 2006 KM133
- 2006 KS133
- 2006 KR134
- 2006 KS134
- 2006 KX134
- 2006 KY134
- 2006 KB135
- 2006 KG135
- 2006 KP135
- 2006 KQ135
- 2006 KU135
- 2006 KA136
- 2006 KE136
- 2006 KF136
- 2006 KM136
- 2006 KS136
- 2006 KX136
- 2006 KX137
- 2006 KE138
- 2006 KL138
- 2006 KP138
- 2006 KT138
- 2006 KK139
- 2006 KL139
- 2006 KP139
- 2006 KZ139
- 2006 KB140
- 2006 KF140
- 2006 KH140
- 2006 KO140
- 2006 KV140
- 2006 KE141
- 2006 KQ141
- 2006 KS141
- 2006 KV141
- 2006 KW141
- 2006 KY141
- 2006 KC142
- 2006 KC143
- 2006 KD146
- 2006 KK146
- 2006 KL147
- 2006 KO147
- 2006 KQ147
- 2006 KX147
- 2006 KZ147
- 2006 KF148
- 2006 KH148
- 2006 KM148
- 2006 KN148
- 2006 KP148
- 2006 KQ148
- 2006 KR148
- 2006 KN150
- 2006 KF151
- 2006 KK151
- 2006 KL151
- 2006 KO151
- 2006 KP151
- 2006 KT151
- 2006 KU151
- 2006 KV151
- 2006 KZ151
- 2006 KA152
- 2006 KB152
- 2006 KD152
- 2006 KM152
- 2006 KN152
- 2006 KR152
- 2006 KV152
- 2006 KB153
- 2006 KC153
- 2006 KD153
- 2006 KE153
- 2006 KG153
- 2006 KH153
- 2006 KJ153
- 2006 KO153
- 2006 KX153
- 2006 KH154
- 2006 KK154
- 2006 KR154
- 2006 KS154
- 2006 KU154
- 2006 KW154
- 2006 KY154
- 2006 KA155
- 2006 KL155
- 2006 KM155
- 2006 KO155
- 2006 KP155
- 2006 KQ155
- 2006 KV155
- 2006 KB156
- 2006 KC156
- 2006 KD156
- 2006 KE156
- 2006 KF156
- 2006 KG156
- 2006 KH156
- 2006 KO156
- 2006 KR156
- 2006 KS156
- 2006 KT156
- 2006 KV156
- 2006 KW156
- 2006 KY156
- 2006 KZ156
- 2006 KA157
- 2006 KB157
- 2006 KE157
- 2006 KG157
- 2006 KH157
- 2006 KJ157
- 2006 KK157
- 2006 KL157
- 2006 KM157
- 2006 KN157
- 2006 KO157
- 2006 KP157
- 2006 KQ157
- 2006 KR157
- 2006 KS157
- 2006 KT157
- 2006 KU157
- 2006 KV157
- 2006 KX157
- 2006 KY157
- 2006 KZ157
- 2006 KA158
- 2006 KB158
- 2006 KC158
- 2006 KD158